# Ендогуров, Иван Иванович
Иван Иванович Ендогуров (23 октября [4 ноября] 1861, Кронштадт — 17 или 29 мая 1898, о. Капри) — русский живописец, график, акварелист, член Товарищества передвижных художественных выставок. Принадлежал к числу блестящих художников XIX века, главным творческим направлением которых был лирический пейзаж. Картины художника представлены в Государственном Русском музее (Санкт-Петербург), Государственной Третьяковской галерее (Москва), во многих региональных музеях и галереях России, странах ближнего и дальнего зарубежья, а также частных собраниях. Старший брат акварелиста С. И. Ендогурова (1864—1894).

## Биография и творчество

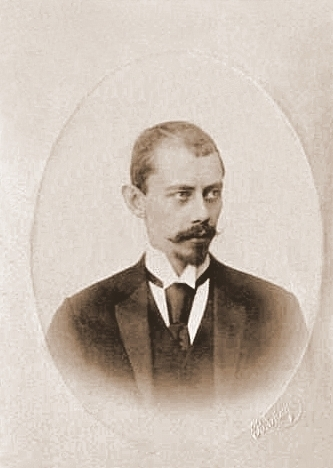
Ендогуров И. И.
Фотография конца XIX в.

Иван Иванович Ендогуров родился в семье морского офицера, контр-адмирала Российского Императорского флота, Ивана Андреевича Ендогурова (1812—1871) и Марии Фёдоровны Андреевой (урождённой Юрьевой, дочери адмирала Ф. А. Юрьева). Когда будущему художнику не исполнилось ещё и 10 лет, ушёл из жизни его отец и заботы о семье легли на плечи матери.
Живописью стал заниматься ещё в гимназии с 1870-х под руководством ставшего уже известным пейзажиста Е. Е. Волкова (1844—1920), когда у обоих братьев обнаружилась склонность к рисованию, что и обусловило их выбор дальнейшего жизненного пути: оба стали известными художниками-пейзажистами. После окончания классической гимназии в 1880 году Ендогуров поступает на юридический факультет Петербургского университета, при этом не оставляет занятия живописью и продолжает брать уроки у Е. Е. Волкова. В 1884 году он решается целиком посвятить себя искусству и поступает вольнослушателем в Императорскую Академию художеств на отделение живописи. На очередной академической выставке 1885 года впервые появляются его картины — «Задворки», «Берёзовая роща», «Ранняя весна», за которую он был награждён Малой поощрительной серебряной медалью, а уже в 1890 году Академия оценивает его работы Большой поощрительной серебряной медалью. В том же году по окончании работы выставки художник, ощутив себя творчески сформировавшимся, покидает Академию и начинает работать самостоятельно.
Краткий расцвет творчества И. Ендогурова приходится на начало 1890-х гг. Он принимает участие как в академических выставках (1885, 1890), так и в выставках Общества поощрения художеств (1886, 1889), Товарищества передвижных художественных выставок (ТПХВ) (1886—1898) (с 1886 — экспонент, с 1895 — член Товарищества), Всемирных выставках в Париже (1889, награждён серебряной медалью за картину «Зимние сумерки») и Чикаго (1893), Международной художественной выставке в Берлине (1891). В 1886 году на конкурсе Общества поощрения художеств был удостоен серебряной медали за пейзаж «Ручеёк».
Постоянно жил в Петербурге. Обнаруженные ещё в молодые годы признаки чахотки и развившаяся затем сама болезнь вынуждает художника с конца 1880-х большую часть времени проводить в Крыму, Малороссии и на Кавказе. В 1890—1893 живёт в Италии, совершает путешествия по Норвегии (1890, 1895) и Франции (1893). Работает как пейзажист и маринист; обращается к технике акварели. В своём творчестве продолжает традиции русского лирического пейзажа. На академических выставках выставляются его пейзажные работы норвежского периода, периода его пребывание на Корсике (1892—1893) и в Баварии (1894). В 1895—1896 гг. художник работает в Крыму и Малороссии. В частности, за годы, проведённые в Крыму Ендогуров создал целый ряд пейзажей, из которых известны немногие: «Весна в Крыму», два крымских осенних пейзажа и «Георгиевский монастырь в Крыму (Мыс Фиолент)».
Иван Ендогуров умер на острове Капри в возрасте неполных 37 лет от туберкулёза лёгких, по разным данным 17 или 29 мая 1898 года. Был похоронен в Петербурге на Новодевичьем кладбище, рядом с отцом и братом, на семейном месте (надгробный памятник не сохранился) 12 участок (средняя нижняя часть) — рядом с могилой Андреева Евгения Николаевича (1829—1889) — педагога, учредителя Императорского Русского Технического общества.
В 1898 году в залах Императорской Академии художеств состоялась посмертная выставка сразу трёх скончавшихся в том году художников — Н. А. Ярошенко, И. И. Шишкина, И. И. Ендогурова. Популярный петербургский журнал «Живописное обозрение» откликнулся на это событие внушительной статьёй, где, в частности, отмечал:«Предчувствие, может быть, ранней смерти разлило тихую беспокоящую грусть по его (Ендогурова — Прим.) пейзажам (их больше всего на выставке). Особенно резко это сказалось на великолепной, полной настроения картине южной ночи на прибрежном море. Наибольшее внимание привлекают эскизы художника. Здесь и север, и юг дали ему ряд лирических мотивов, полных глубокого чувства, изменения нежной поэтической души».
В 1899, на следующий год после смерти молодого живописца, мать художника М. Ф. Андреева на свои средства учредила при Императорской Академии художеств премию по разделу пейзажной живописи имени своих беззвременно ушедших сыновей, братьев И. И. и С .И. Ендогуровых, — «За картину достойнейшему из пейзажистов». Премия вручалась за лучшее произведение пейзажной живописи, выполненное оканчивавшими курс Высшего художественного училища живописи, скульптуры и архитектуры при Академии, и считалась одной из самых престижных и материально значимых того времени (премия существовала до 1917).

## Значение творчества
Талант живописца был признан уже в самом начале художественной деятельности Ивана Ендогурова. Так, один из критиков после смерти художника писал: «Его живопись, мягкая и гармоничная, отличалась необыкновенно интимным характером». Судьба и драматические повороты истории разбросали по всему свету произведения этого талантливого автора тонких и пленяющих пейзажей, запоминающихся своей выразительностью и разнообразием мотивом образов природы. Живописец любил раннюю весну и раннюю осень, обыденную природу севера с её прохладным летом и праздничную южную природу, залитую ярким солнцем. У Ендогурова, как и у большинства ведущих русских пейзажистов 1880-х годов, проявляется большой интерес к передаче изменчивых состояний окружающей природы, его картины отличает глубина проникновения в её мир, они наполнены и одухотворены восхищённой нежностью и бережной любовью художника к ней.
Талант Ендогурова отмечал такой страстный хранитель и пропагандист идей передвижников, как В. В. Стасов (1824—1906), который в своём печатном обзоре российской живописи второй половины XIX века писал: «Хорошими пейзажистами этого периода были также Власов, Беггров, барон М. К. Клодт, Ендогуров, Светославский, Поленов…» В парижском издании 1910 года альбома избранных картин Музея Александра III, куда вошли работы лучших 50 художников и где была представлена картина «Начало весны», составитель назвал Ендогурова «лучшим из лучших»: «Ширь, воздушность и настроение — всегда хорошо передавались им, и это прекрасно видно на прилагаемой картине».

## Семья
- Отец — Ендогуров Иван Андреевич (1812—1871), контр-адмирал Российского Императорского флота
- Мать — Андреева (в девичестве Юрьева) Мария Фёдоровна
- Брат — Ендогуров Сергей Иванович (1864—1894)
- Сестра — Ендогурова Мария Ивановна

## Известные работы

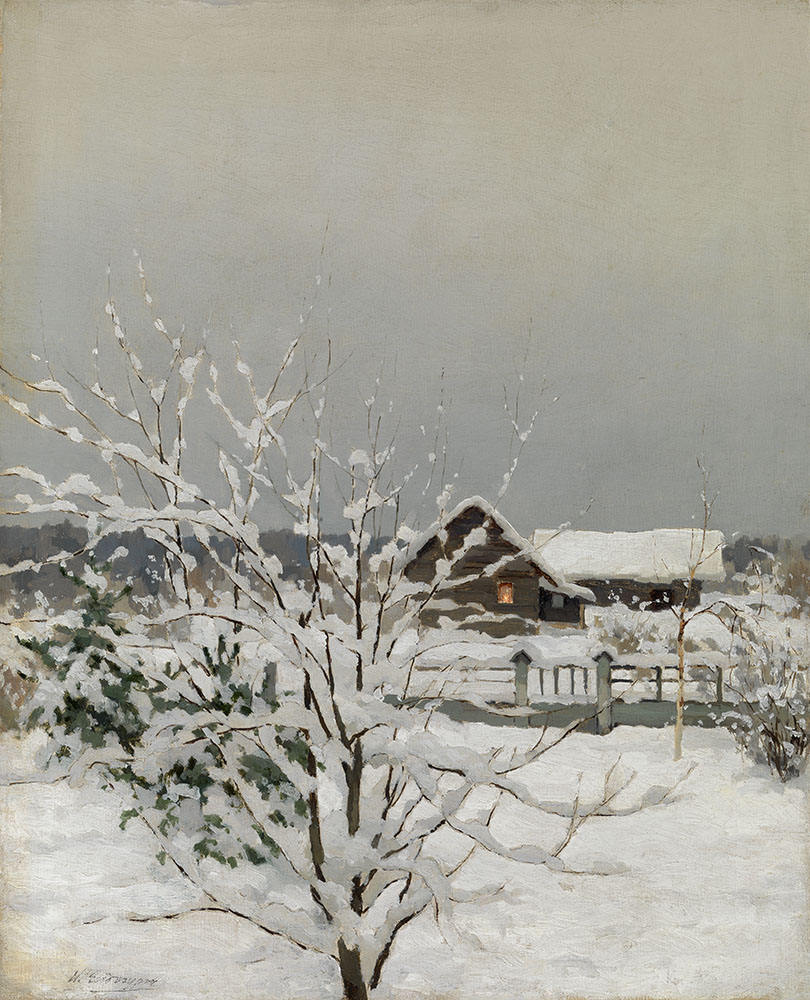
Зимний пейзаж. 1890-е. Частная коллекция
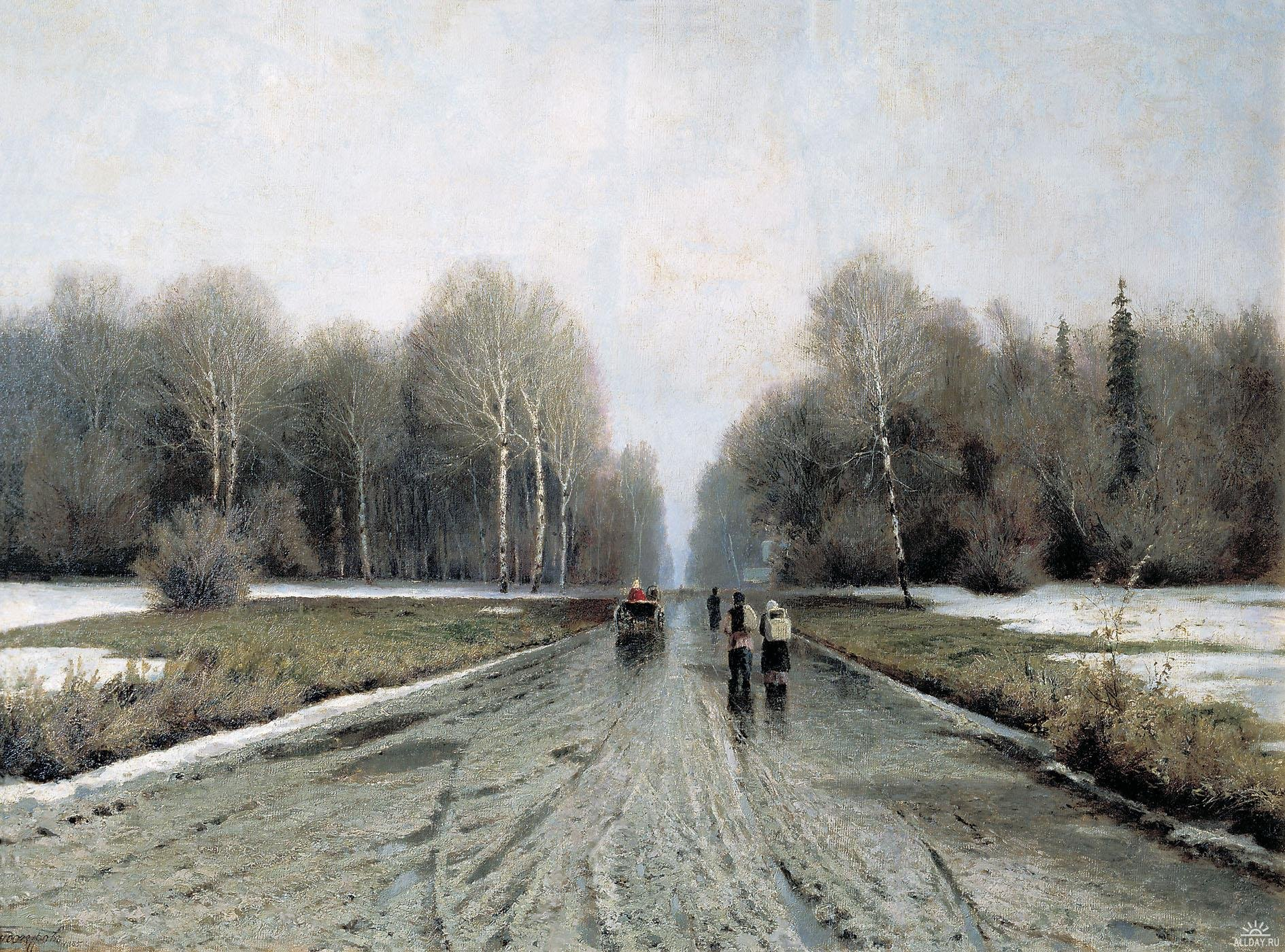
Ранняя весна. 1885. Государственный Владимиро-Суздальский историко-архитектурный и художественный музей-заповедник, Россия
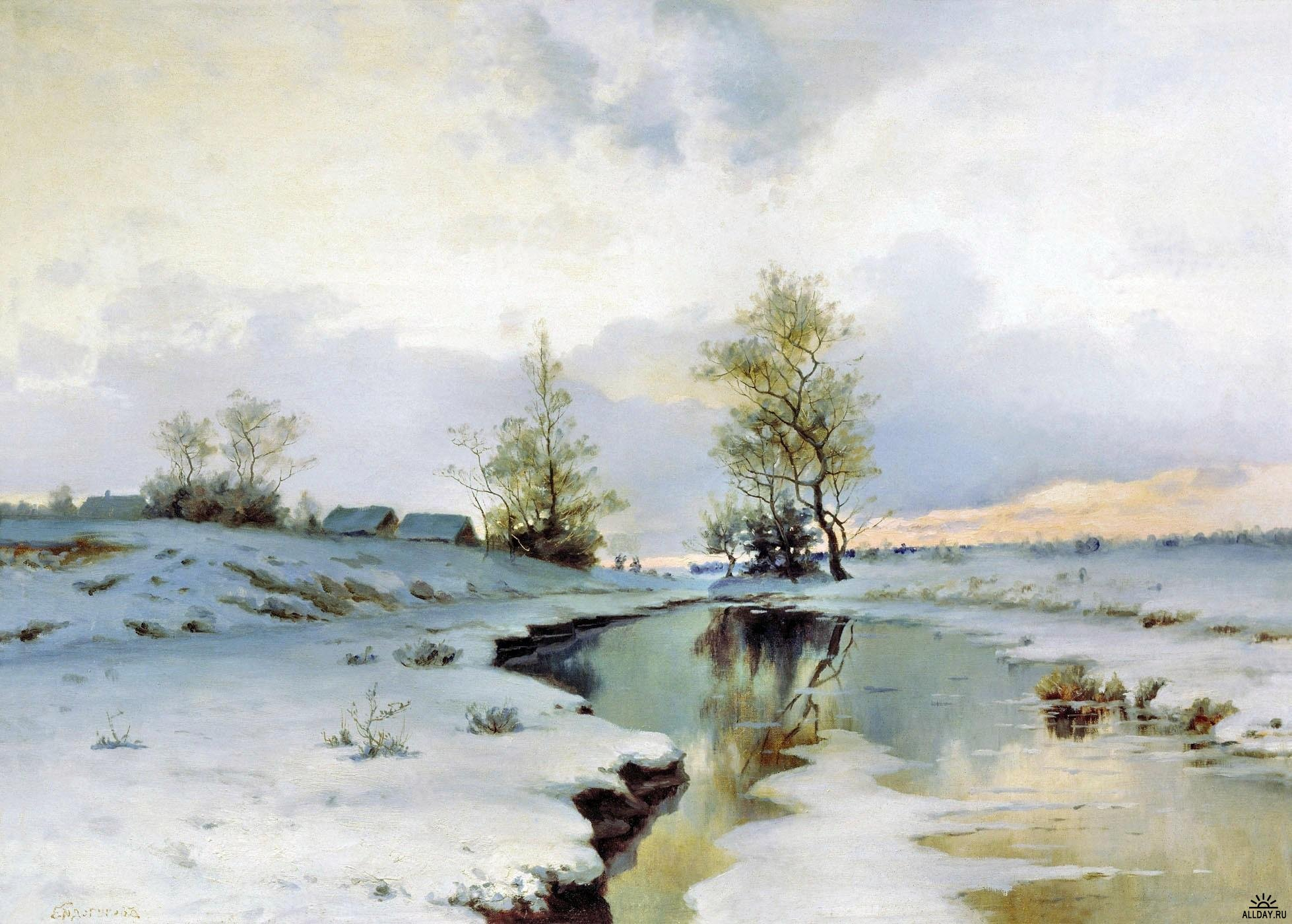
Начало весны. 1890-е. Государственный Русский музей, Санкт-Петербург, Россия
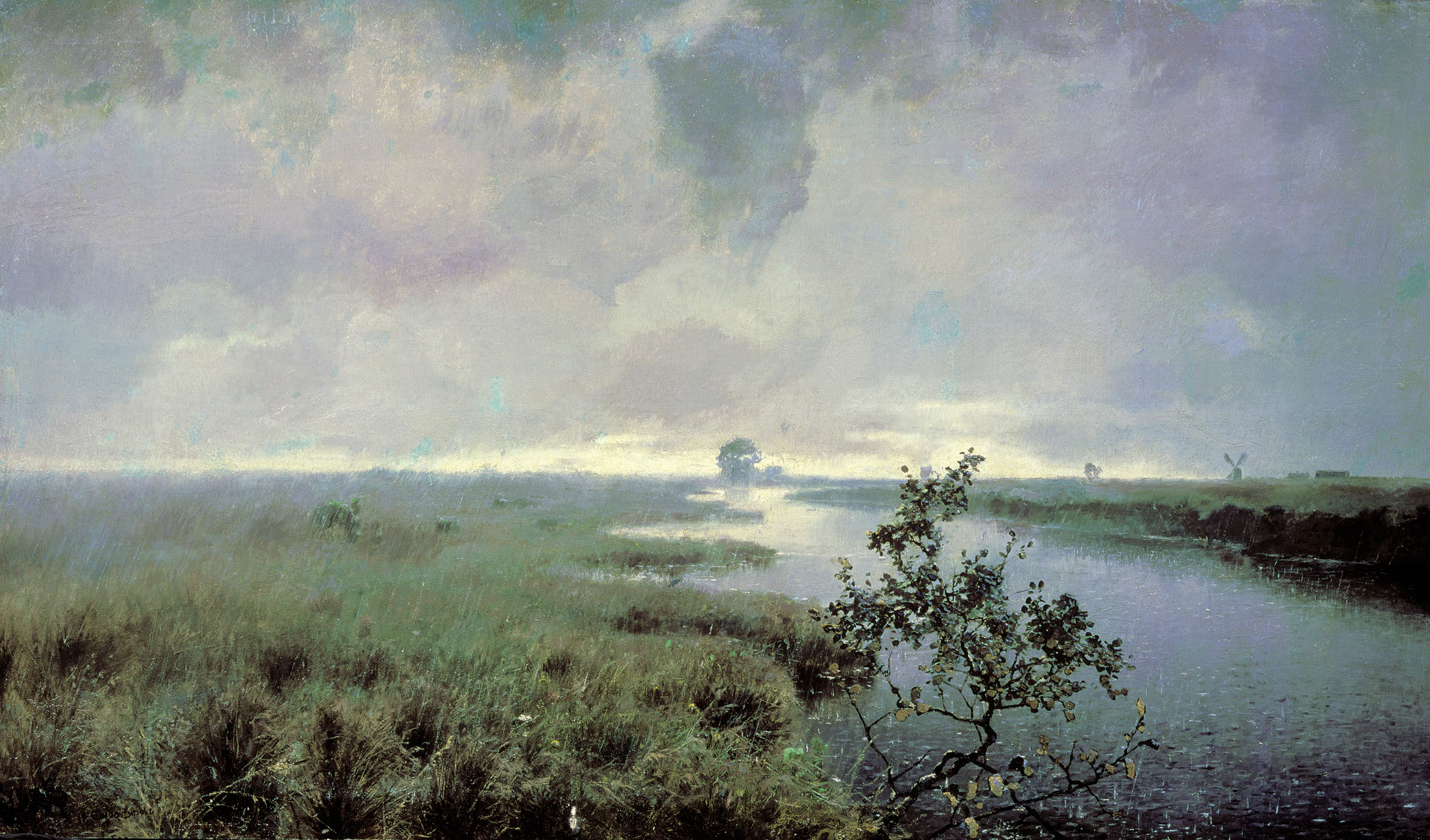
Дождь. (?). Севастопольский художественный музей им. П. М. Крошицкого, Украина
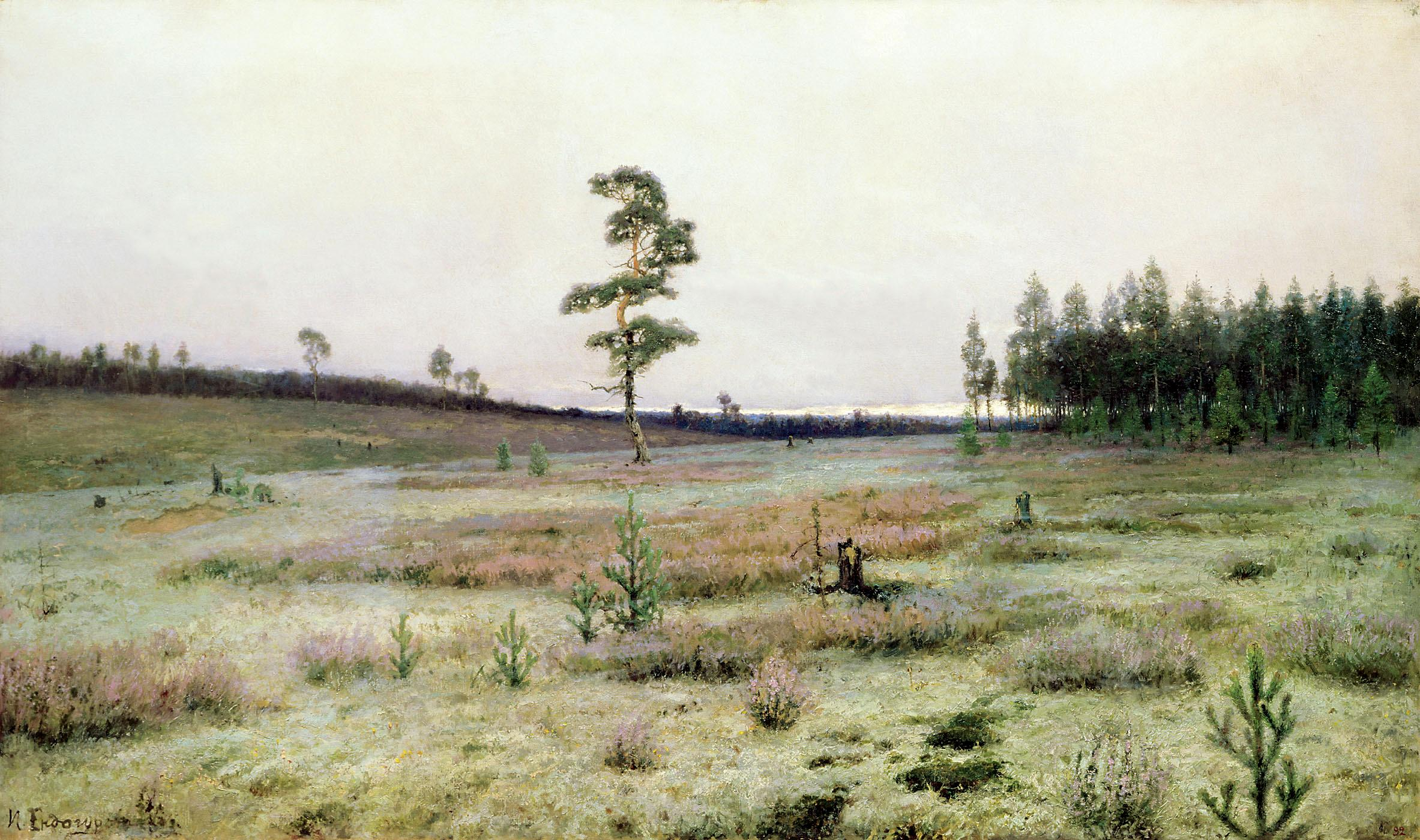
Белый мох. На Севере, 1890-е. Ярославский художественный музей, Россия
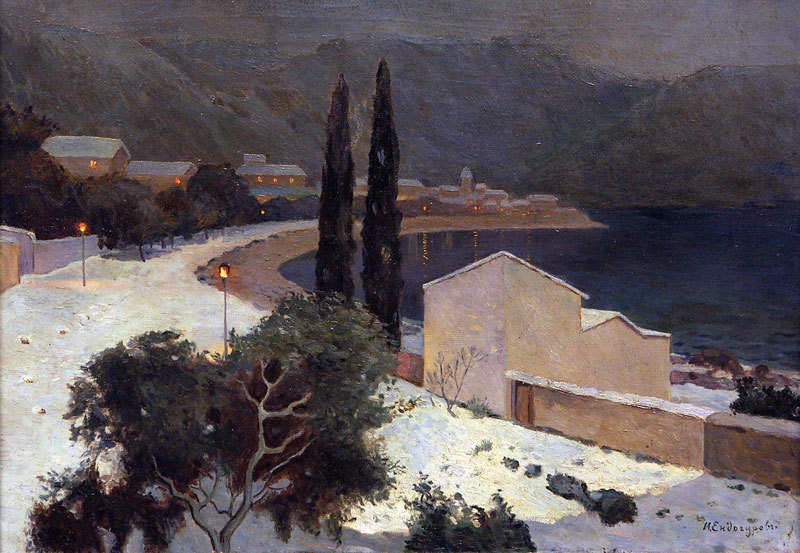
Лунная ночь в Аяччо, 1890-е. Государственный Русский музей, Санкт-Петербург, Россия
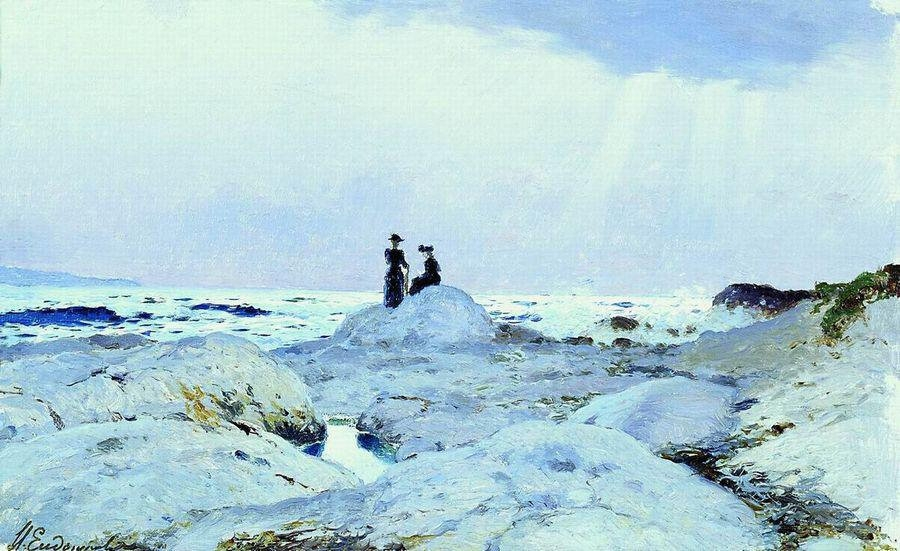
Море. 1890-е. Картинная галерея им. К. А. Савицкого, Пенза, Россия
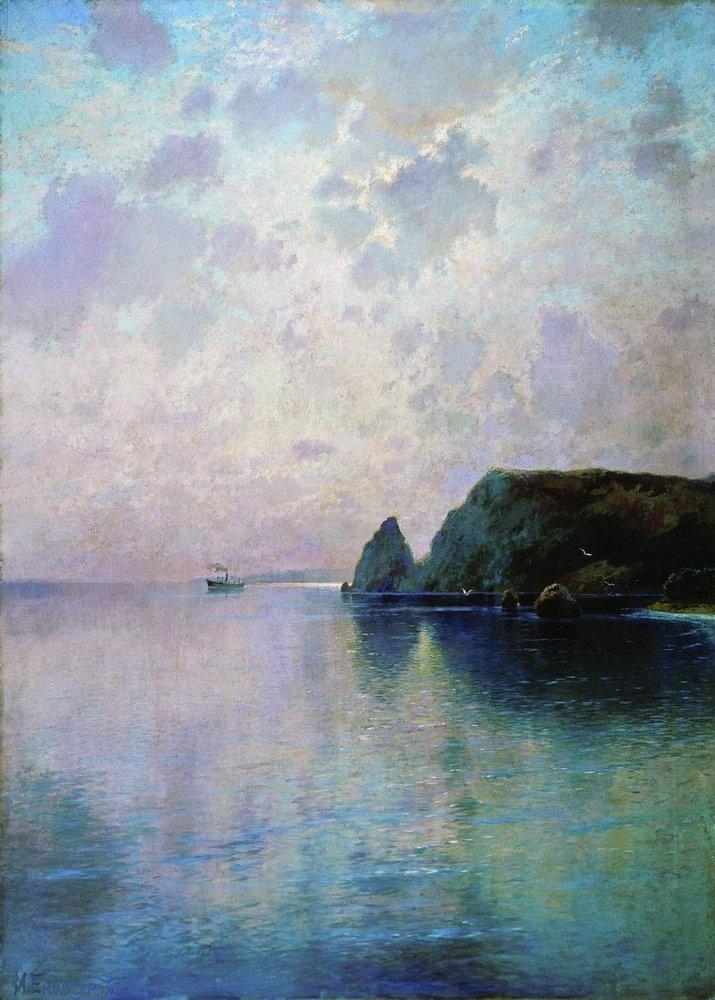
Георгиевский монастырь в Крыму (Мыс Фиолент). (?). Иркутский областной художественный музей им. В. П. Сукачёва, Россия

## Комментарии
1. ↑  Медали (Серебряная первого достоинства, Серебряная второго достоинства, Большая поощрительная и Малая поощрительная) присуждались три раза в год на «третных» экзаменах (учебный год делился на три части, «Трети»). Серебряные медали присуждались, главным образом, за рисунок, считавшийся высшим показателем профессионального уровня.